# William Clavering Hartgill
William Clavering Hartgill, britanski general, * 1. januar 1888, † 26. april 1968.